# 죽음의 카운트다운 (1950년 영화)
죽음의 카운트다운(D.O.A.)은 미국에서 제작된 루돌프 마테 감독의 1950년 드라마, 느와르, 미스터리 영화이다. 에드먼드 오브라이언 등이 주연으로 출연하였다.

## 출연

### 주연
- 에드먼드 오브라이언
- 파멜라 브리톤

### 조연
- 루더 애들러
- 네빌 브랜드
- 린 바게트

## 같이 보기
- 알렉산드르 리트비넨코 독살